# Aradus depressus
Aradus depressus is een wants uit de familie van de schorswantsen (Aradidae). De soort werd het eerst wetenschappelijk beschreven door Johann Christian Fabricius in 1794.

## Uiterlijk
De platte, grotendeels zwartbruine, langwerpig ovale wants is macropteer (langvleugelig) en kan 5 tot 6,5 mm lang worden. De kop, het halsschild en het scutellum zijn zwartbruin. Het halsschild heeft vier opstaande randen (kielen) over de lengte. Het halsschild heeft een lichte vlek op de hoeken aan de voorkant en kleine tandjes aan de zijranden. De voorvleugels zijn lichter bruin en hebben een donkere tekening, het doorzichtige, vliezige gedeelte van de voorvleugels is donker met een lichte tekening. De zijrand rond het achterlijf (het connexivum) is roodbruin en opvallend breed. Van de zwarte antennes zijn het tweede en derde segment nagenoeg even lang en is het laatste aan het einde bedekt met witte haartjes.

## Leefwijze
De wantsen zijn het hele jaar door in alle levensstadia waar te nemen in een boomrijke omgeving onder het schors van beuken, berken en eiken of in paddenstoelen. De volwassen wantsen vliegen in mei en juni uit om andere bomen met zwammen en schimmels te koloniseren.

## Leefgebied
De soort is in Nederland algemeen. Het verspreidingsgebied is Palearctisch, van Europa, tot het Midden-Oosten, de Kaukasus en Siberië.